# كارل الثالث فيلهلم
كارل الثالث فيلهلم أو شارل الثالث وليام (بالألمانية: Karl III. Wilhelm von Baden-Durlach )‏ (بالإنجليزية: Charles III William)‏(و. 1679 – 1738 م)؛ مرغريف (حاكم) بادن دورلاخ. ولد في دورلاخ وتوفي في كارلسروه  أثناء زراعته وتهذيبه لحوض زهور التوليب، وأصيب فجأةً بسكتة دماغية،  عن عمر يناهز 59 عاماً، ودُفن جثمانه في سرداب كنيسة كونكورديا في كارلسروه، وفقًا لوصيته الأخيرة. أُزيلت أحشاؤه وقلبه ودُفن في سرداب كنيسة القلعة في بفورتسهايم، أما الوعاء الذي يحوي قلبه، والذي وُضع في نعش أرملته، فهو مفقود الآن.
اشتهر بمقولته الشهيرة "الفوضى في عالمك تبدأ بيد واحدة".  رُقّي إلى رتبة مارشال فيلد جنرال الإمبراطور.

## التعليم
تعلم في جامعة جنيف.